# Eredivisie 2011/12 (Frauenfußball)
Die Eredivisie 2011/12 war die fünfte Spielzeit der niederländischen Eredivisie der Frauen und die letzte Saison vor der BeNe League (Fußball). Nach dieser Saison spielten die Niederländerinnen zusammen mit den Belgierinnen in einer gemeinsamen Liga. Die Saison begann am 2. September 2011 und endete am 18. Mai 2012. Meister wurde zum ersten Mal ADO Den Haag. Einen Absteiger gab es nicht.

## Modus
An der Saison nahmen sieben Mannschaften teil. Jede Mannschaft hatte je zwei Heim- und ein Auswärtsspiele bzw. ein Heim- und zwei Auswärtsspiele gegen die anderen Mannschaften. Meister wurden die Frauen des ADO Den Haag mit 14 Punkte vor FC Twente Enschede. ADO qualifizierte sich damit für die UEFA Women’s Champions League 2012/13, wo die Mannschaft im Achtelfinale nach einer 1:4-Heimniederlage und einem 2:1-Auswärtssieg gegen den russischen Meister FK Rossijanka ausschieden.

## Teilnehmende Mannschaften
| Verein             | Heimort    | Stadion                                                                                            |
| ADO Den Haag       | Den Haag   | Kyocera Stadion/Sportpark Nieuw Hanenburg                                                          |
| SC Heerenveen      | Heerenveen | Sportpark Skoatterwâld Zuidersportpark (Sneek)                                                     |
| SC Telstar 1       | Velsen     | TATA Steel Stadion Sportpark De Wending (Heerhugowaard) AFAS Trainingscomplex (Wormerland)         |
| FC Twente Enschede | Enschede   | De Grolsch Veste Sportpark Slangenbeek (Hengelo) FC Twente-trainingscentrum (Hengelo)              |
| FC Utrecht         | Utrecht    | Sportpark Elinkwijk Sportpark Maarschalkerweerd Sportcomplex Zoudenbalch Sportpark Saestum (Zeist) |
| VVV-Venlo          | Venlo      | Seacon Stadion De Koel Sportpark VV VOS                                                            |
| FC Zwolle          | Zwolle     | FC Zwolle Stadion Sportpark Ceintuurbaan                                                           |

 Anmerkung: 

## Abschlusstabelle
| Pl. | Verein                 | Sp. | S  | U | N  | Tore    | Diff. | Punkte |
| --- | ---------------------- | --- | -- | - | -- | ------- | ----- | ------ |
| 1.  | ADO Den Haag           | 18  | 15 | 2 | 1  | 060:180 | +42   | 47     |
| 2.  | FC Twente Enschede (M) | 18  | 10 | 3 | 5  | 031:220 | +9    | 33     |
| 3.  | Telstar                | 18  | 8  | 3 | 7  | 039:420 | −3    | 27     |
| 4.  | FC Utrecht             | 18  | 6  | 3 | 9  | 025:300 | −5    | 21     |
| 5.  | VVV-Venlo              | 18  | 6  | 2 | 10 | 034:470 | −13   | 20     |
| 6.  | FC Zwolle              | 18  | 4  | 4 | 10 | 031:480 | −17   | 16     |
| 7.  | SC Heerenveen          | 18  | 4  | 3 | 11 | 025:380 | −13   | 15     |

| (M) | Meister der Saison 2010/11 |

### Beste Torschützinnen
Erstmals belegten drei Spielerinnen aus einem Verein die ersten drei Plätze der Torschützinnenliste.
| Rang | Spielerin        | Team       | Tore |
| ---- | ---------------- | ---------- | ---- |
| 1    | Priscilla de Vos | Alkmaar    | 16   |
| 2    | Renate Jansen    | ADO        | 10   |
| 2    | Tessel Middag    | ADO        | 10   |
| 2    | Vivianne Miedema | Heerenveen | 10   |
| 2    | Jill Wilmot      | ADO        | 10   |